# Mauro Da Dalto
Mauro Da Dalto (Conegliano Veneto, 8 aprile 1981) è un ex ciclista su strada italiano, professionista dal 2006 al 2013.
Buon passista con attitudine per le classiche sul pavé, non ha ottenuto vittorie da professionista e il suo miglior piazzamento è stato un terzo posto nella settima tappa del Deutschland Tour 2008.

## Carriera
Dopo sei stagioni tra i dilettanti, tre con la Zalf e tre con la Marchiol, squadra con cui ottiene le prime e uniche vittorie in carriera, passa professionista dal 2006 con la formazione ProTour Liquigas, dopo avervi corso come stagista al termine del 2005.
Con la squadra di Roberto Amadio partecipa alle prime classiche del calendario internazionale, affrontando già alla prima stagione la Parigi-Roubaix. L'anno successivo partecipa al primo grande giro, la Vuelta a España 2007. Nel 2009 si trasferisce alla Lampre di Giuseppe Saronni, partecipando per la prima, e unica, volta nella sua carriera a Giro d'Italia, nel 2009, e Tour de France, nel 2010. Corre anche, senza terminarli, Milano-Sanremo e Giro di Lombardia. Ritorna quindi alla Liquigas all'inizio della stagione 2011.
Nel 2013 rimane vittima di un incidente durante il Tour of California, cadendo a pochi chilometri dall'arrivo, collassando a causa del caldo e procurandosi una ustione alla natica. Dopo l'infortunio, la Cannondale lo tiene a riposo precauzionale e non corre più per il resto della stagione, durante la quale viene coinvolto anche nell'inchiesta per doping che vede protagonista la Lampre, motivo per cui al termine dell'anno la squadra non gli rinnova il contratto.
Non trovando più un contratto tra le formazioni World Tour, dopo il 2013 Da Dalto conclude di fatto la carriera ciclistica per dedicarsi, anche grazie al diploma di perito agrario, all'agricoltura.

## Palmarès
- 2004 (Marchiol-Famila-Site, una vittoria)

4ª tappa Giro delle Valli Cuneesi (Bossolasco > Fossano)
- 2005 (Marchiol-Ima-Famila-Site-Liquigas, due vittorie)

Coppa Caduti di Reda
Gran Premio Sportivi di Podenzano-Trofeo A. Biondi

## Piazzamenti

### Grandi Giri
- Giro d'Italia

2009: 120º
- Tour de France

2010: 123º
- Vuelta a España

2007: 101º
2011: 147º
2012: 130º

### Classiche monumento
- Milano-Sanremo

2010: ritirato
- Giro delle Fiandre

2007: 92º
2008: ritirato
2009: ritirato
2010: 70º
2012: ritirato
2013: ritirato
- Parigi-Roubaix

2006: 93º
2007: ritirato
2009: 57º
2010: 57º
2012: ritirato
2013: ritirato
- Giro di Lombardia

2009: ritirato
2010: ritirato